# Joanna Zdrada
Joanna Zdrada (ur. 11 lutego 1979) – polska reżyserka i dramaturżka teatralna. Dyrektorka naczelna i artystyczna Teatru Lalka w Warszawie.  

## Życiorys
Urodziła się 11 lutego 1979 w Strzyżowie. W 2010 ukończyła studia na Wydziale Reżyserii Wyższej Szkoły Sztuk Scenicznych w Bratysławie.  Stypendystka Ministra Edukacji Narodowej i Sportu, Rządu Rzeczypospolitej Polskiej, Marszałka Województwa Śląskiego i Visegrad Fund, Goldsmiths, University of London. Zadebiutowała sztuką Desdemona Paul Vogel (2007) w teatrze A-ha w Bratysławie. Ma na swoim koncie blisko 30 spektakli, zrealizowanych w kraju i zagranicą. Od wielu lat aktywnie uczestniczy w polskim życiu teatralnym oraz funkcjonuje w kontekście międzynarodowym. Pracowała jako etatowa reżyserka teatru Radost w Brnie, gdzie pełniła między innymi funkcję dyrektorki programowej międzynarodowego festiwalu formy (Festiwal Radosti). Kuratorka międzynarodowych festiwali teatralnych. W latach 2022-2023 członkini rady programowej międzynarodowego festiwalu Divadelní svět Brno. W 2023 była kuratorką CZESKIEGO FOKUSU 27 Międzynarodowego Festiwalu dla Dzieci i Młodzieży KORCZAK DZISIAJ. Od kwietnia 2021 członkini zarządu Gildii Polskich Reżyserek i Reżyserów Teatralnych. Od września 2022 wiceprzewodnicząca. Od września 2024 Dyrektorka naczelna i artystyczna Teatru Lalka w Warszawie.
Jest autorką wielu adaptacji scenicznych prozy i scenariuszy teatralnych. Tłumaczy z języka słowackiego, czeskiego i angielskiego.

## Reżyseria
Spektakle teatralne:
- 2007 „Desdemona” teatr A-ha, Bratysława
- 2008 „Na dnie” Mala Scena VŠMU, Bratysława
- 2009 „Naprawiacz Świata” Mala Scena VŠMU, Bratysława
- 2010 „Wilczek” Štatne divadlo Košice
- 2010 „Ślubne koszule” Studio1, VŠMU, Bratysława
- 2010 „Białe małżeństwo” Komorni scena Arena, Ostrava
- 2011 „Płacz” Teatr J. G. Tajowskiego, Zvolen
- 2011 „Jakoby i Leidental” Teatr Śląski im. Stanisława Wyspiańskiego w Katowicach
- 2012 „Sprzedawcy gumek” Teatr Śląski im. Stanisława Wyspiańskiego w Katowicach
- 2012 „Siła przyzwyczajenia” Teatr im. Wandy Siemaszkowej w Rzeszowie
- 2013 „Gottland” Teatr Rozrywki w Chorzowie
- 2013 „Noże w kurach” Teatr Bez Sceny w Katowicach
- 2013 „Cieśnina duchów. Manitoba” Teatr im. Wandy Siemaszkowej w Rzeszowie
- 2013 „Na pełnym morzu” Teatr Maska w Rzeszowie
- 2013 „Białe małżeństwo” Teatr Polski w Bielsku-Białej
- 2014 „Poczekalnia” Teatr Korez w Katowicach
- 2014 „Oblężenie” Teatr Polski w Poznaniu
- 2016 „Rok Ryszarda” Teatr im. Cypriana Kamila Norwida w Jeleniej Górze
- 2016 „New Year's Day” Teatr im. Juliusza Osterwy w Gorzowie Wielkopolskim
- 2017 „Baloniarze” Teatr Miniatura w Gdańsku
- 2018 „Wyspiańskiego legenda o Wandzie i jej siostrach” Teatr im. Juliusza Słowackiego w Krakowie
- 2018 „Švejk” Teatr Lalki „Tęcza” w Słupsku
- 2019 „Ale Kino!” Teatr Lalek Guliwer w Warszawie
- 2021 „Hamlet on the Road”, Teatr Radost, Brno
- 2021 „Szelmostwa Lisa Vitalisa” Teatr Wybrzeże w Gdańsku
- 2021 „Mamałyga” produkcja niezależna: Joanna Zdrada i Sabina Drąg, Warszawa
- 2022 „Pinokio” Teatr Radost, Brno
- 2023 „Buffalo Bill” Teatr Radost, Brno
- 2023 „Niekończąca się historii” Teatr Lalki „Tęcza” w Słupsku
- 2024 „Burza. Prequel” Gdański Teatr Szekspirowski[5]
- 2024 „Balladyna” Teatr Rampa

Spektakle telewizyjne:
- „Jakoby i Leidental”, reżyseria i scenografia (2013)
- „A niech to gęś kopnie”, reżyseria i opracowanie tekstu (2019)
- „Orka” (autor: Volker Schmidt), reżyseria (2021)

## Nagrody
- Nagroda „Księga Prospera“ Polskiego Towarzystwa Szekspirowskiego na festiwalu Szekspirowskim dla spektaklu „Hamlet on the Road“ w Gdańsku 2022[6]
- Nagroda publiczności na festiwalu Szekspirowskim za spektakl „Hamlet on the Road“ w Gdańsku 2022
- Podwójne Grand Prix dorosłego oraz dziecięcego jury na 27. Międzynarodowym Festiwalu Teatrów Lalek „Spotkania“ w Toruniu za reżyserię „Hamlet on the Road“ wystawionego w Teatrze Radost 2021
- Grand Prix w konkursie Teatroteka Fest za spektakl teatru telewizji pt. „A niech to Gęś kopnie“ autorstwa M. Guśniowskiej 2020